# Opharus rudis
Opharus rudis är en fjärilsart som beskrevs av William Schaus 1911. Opharus rudis ingår i släktet Opharus och familjen björnspinnare. Inga underarter finns listade i Catalogue of Life.